# Nuoto ai Giochi della III Olimpiade - 880 iarde stile libero
Le 880 iarde stile libero erano una delle nove gare del programma di nuoto dei Giochi della III Olimpiade di Saint Louis, presso Forest Park. Si svolse il 7 settembre 1904. Vi parteciparono sei nuotatori, provenienti da quattro nazioni. Fu la sola volta che questa distanza entrò a far parte del programma olimpico.

## Risultati
Si disputò direttamente la finale. Emil Rausch aggiunse la medaglia d'oro nelle 880 iarde a quella già ottenuta nel miglio stile libero, conquistata il giorno precedente. Vinse con un distacco di 12 secondi da Frank Gailey, che guadagnò la sua terza medaglia d'argento dell'Olimpiade. Con l'ungherese Géza Kiss classificato terzo, questo fu una delle poche gare delle Olimpiadi estive del 1904, in cui i tre medagliati provengono da tre differenti nazioni.

### Finale
| Posizione | Atleta       | Paese       | Tempo   |
| --------- | ------------ | ----------- | ------- |
|           | Emil Rausch  | Germania    | 13'11"4 |
|           | Frank Gailey | Stati Uniti | 13'23"4 |
|           | Géza Kiss    | Ungheria    | ---     |
| 4         | Edgar Adams  | Stati Uniti | ---     |
| 5         | Jam Handy    | Stati Uniti | ---     |
| ritirato  | Otto Wahle   | Austria     | ---     |